# Pierrot

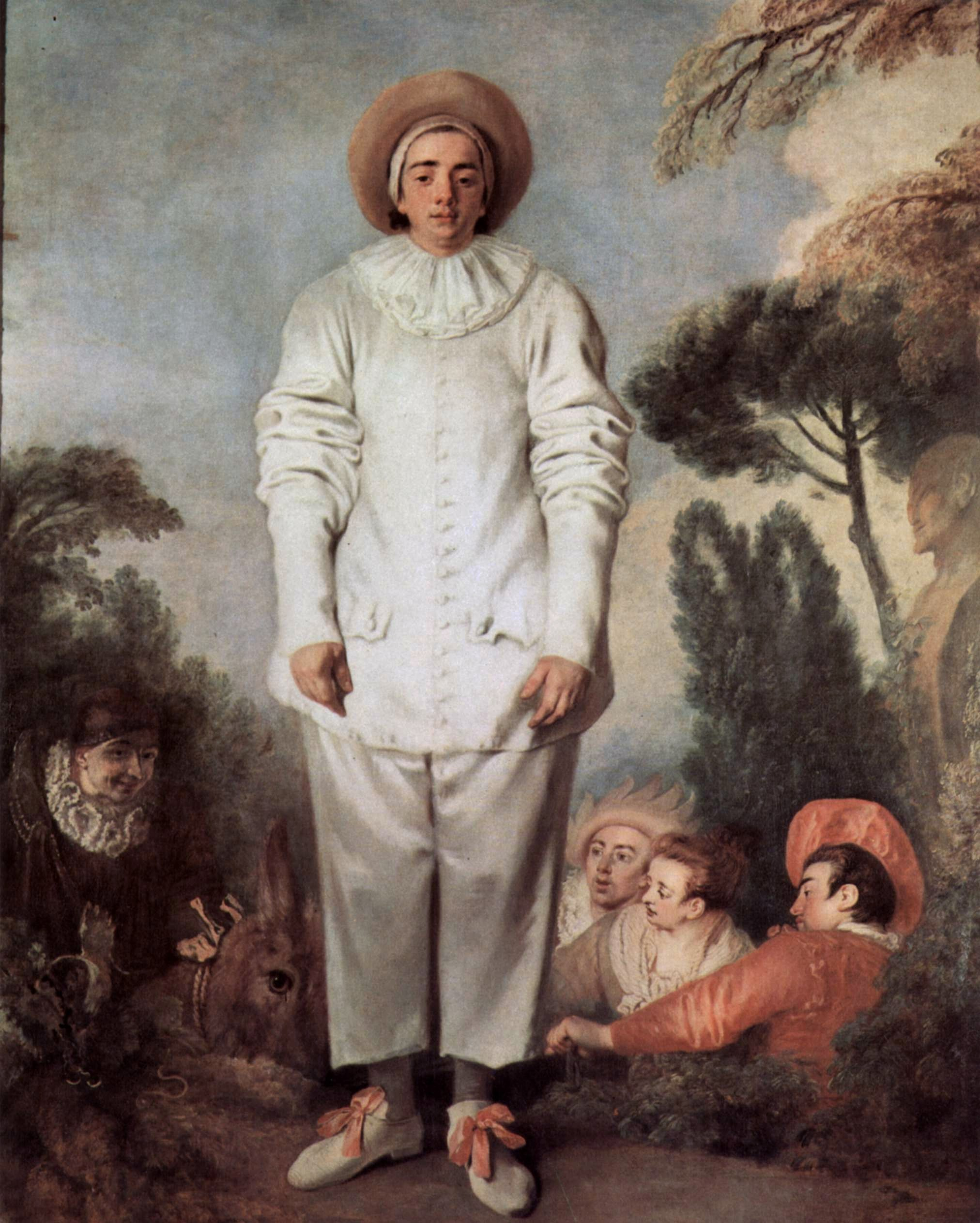
Antoine Watteaus målning Pierrot från omkring 1718–1719 är utställd på Louvren.

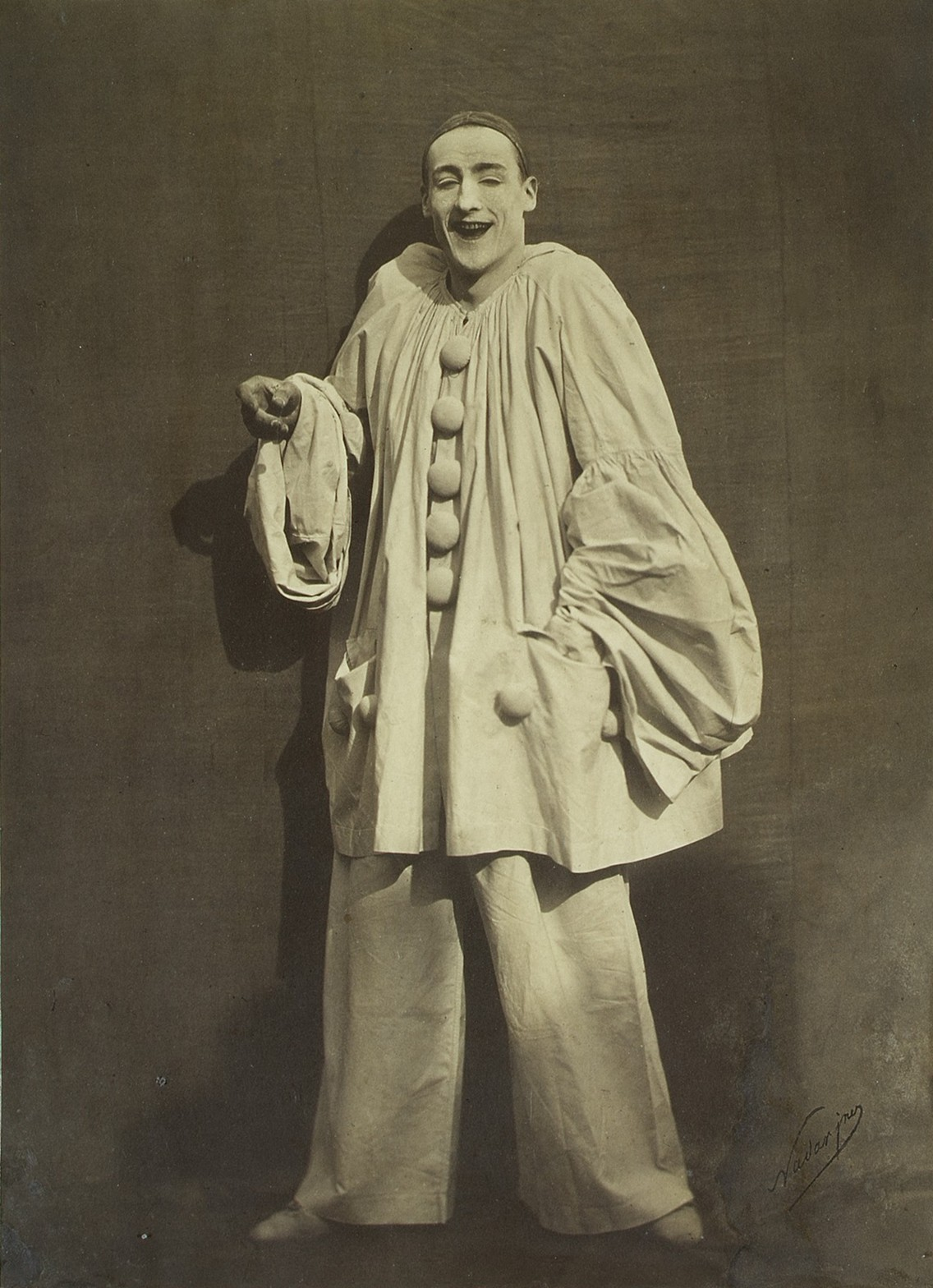
Charles Deburau (1829–1873) i rollen som Pierrot fotograferad 1855 av Nadar.

Pierrot är det franska namnet på en komisk rollfigur som ursprungligen förekom i den italienska teaterformen commedia dell'arte men utvecklades senare inom fransk pantomimteater. Figuren uppträder alltid i vida vita kläder med för långa ärmar och ofantliga knappar samt är mjölvit i ansiktet. I princip ser han ut som en clown. Pierrot (italienska Pedrolino) uppfanns på 1500-talet. Han är vanligtvis gift med pigan eller köksan Colombina, "den lilla duvan", och har en farlig rival i hennes älskare Harlekin.

## Historik
Från den italienske putslustige tjänaren Pedrolino som lurades av Harlekin utvecklades från 1600-talets början en självständig mer tragisk gestaltning av Pierrot, vilken fick sin fasta utformning av italienaren Giuseppe Giaratone i Paris 1673. Han införlivades omkring 1700 med den folkliga franska teatern och blev där med sitt sentimentala drag långt in på 1800-talet såväl sångspelets som pantomimens populäre hjälte.
Pierrot fick sin moderna utformning av den böhmisk-franske artisten Jean-Gaspard Deburau (1796–1846). Han och hans rollgestaltning finns porträtterad i den franska långfilmen Paradisets barn (1945). Figuren utvecklades vidare av dennes son Charles Deburau (1829–1873). Därefter avtog pantomimens popularitet.
Med pantomimens renässans i Frankrike omkring 1890 återuppstod för en tid också Pierrot, bland annat i L'enfant prodigue av André Wormser, Pierrot assassin de sa femme av Paul Margueritte och Le docteur Blanc av Catulle Mendès.
Pierrot tog upp Pulcinellas äldre kostym - vit jacka, vita långbyxor och vit sockertoppshat, men bar aldrig mask, endast kritat ansikte med svärtade ögonbryn av olika karaktär och röda fläckar på kinderna. Kostymen blev senare överdrivet vid, jackan försågs med stora, vita knappar och bred, mjukt veckad rundkrage och huvudet täcktes av en vit, åtsittande kalott (serre-tête). Från omkring 1800 brukades även svarta knappar och svart kalott. Från mitten av 1700-talet blev Pierrot en populär karnevalsmask och i samband med det växte den kvinnliga motsvarigheten, Pierrette fram. Pierrette är klädd i stil med Pierrot, men med åtsittande liv och kort kjol.
Arnold Schönberg komponerade 1912 Pierrot Lunaire, efter belgaren Albert Girauds franskspråkiga diktcykel med samma namn.